# 쿠랑트

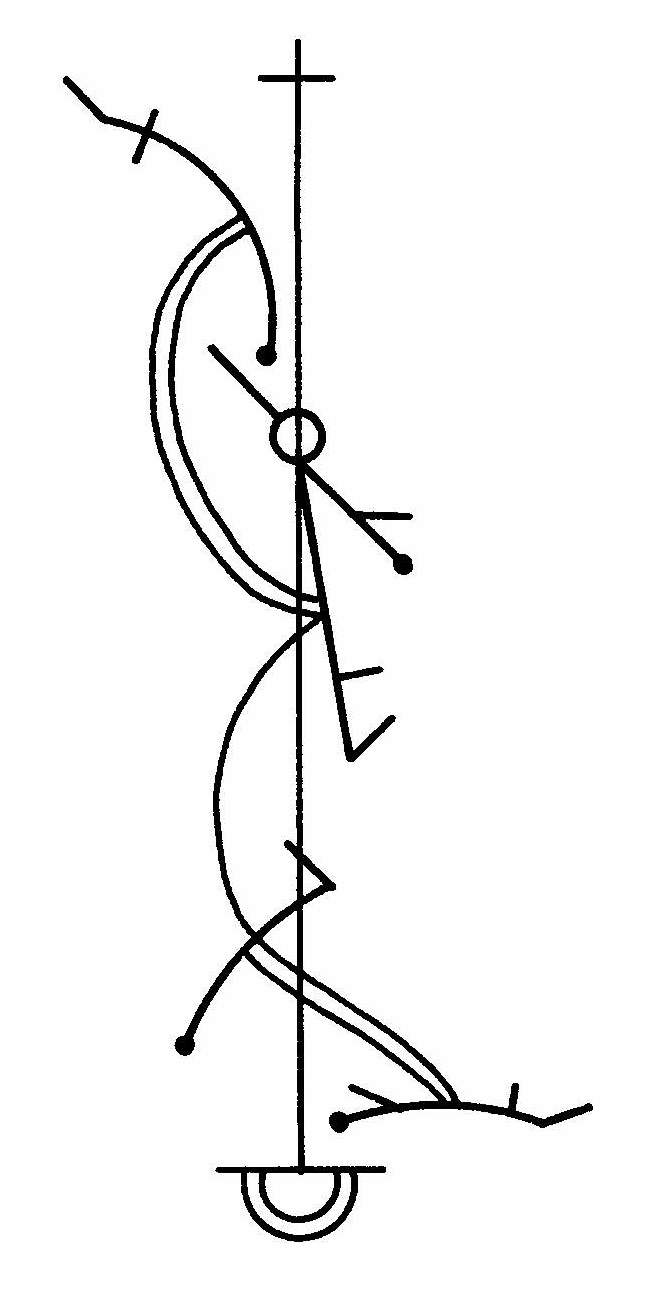

쿠랑트(courante)는 르네상스와 바로크 시대에 유행한 빠른 춤곡의 하나이다.
프랑스어의 ‘courir(달리다)’에서 온 말이다. 16세기 후반부터 기악으로서의 형태가 나타나기 시작하여 17세기 중엽경에는 고전 모음곡에서 알르망드의 뒤에 놓였다. 쿠랑트에는 이탈리아풍의 ‘코렌테’(corrente)와 프랑스풍의 ‘쿠랑트’가 있다. 전자는 가는 음형(音型)의 가락을 갖는 빠른 3박자이며, 후자는 전자보다 조금 느린 속도인 3/2박자 또는 6/4박자로 때때로 3/2박자와 6/4박자가 서로 교체하는 것이 특징의 하나이다. 구조적으로는 자유로운 대위법으로 된 것이 많은데, 요한 세바스티안 바흐의 것도 대부분은 프랑스풍이다.